# 일곱 바다의 티코
《일곱 바다의 티코》(일본어: 七つの海のティコ)는 후지TV계열 세계명작극장 20번째 작품이며, 1994년 1월 16일부터 12월 18일 총 39화가 방영되었다. 방영 당시, 한 화가 미방영되었지만 영상소프트 출시 당시에는 정상적으로 수록되었다. 대한민국에서는 KBS 2TV를 통해 《돌고래 요정 티코》란 제목으로 1995년도에 방영되었고, 2022년 8월 대원방송이 애니원 명의로 원제인 《일곱 바다의 티코》로 재더빙판을 방영했다.

### 방영 일시
| 방송 채널 | 방송일                      | 방송 시간 |
| --------- | --------------------------- | --------- |
| 후지TV    | 1994년 1월 16일 ~ 12월 18일 | 종료      |
| KBS 2TV   | 1995년                      | 종료      |

## 작품소개
- 세계명작극장 시리즈 중에서 유일하게 원작이 없는 완전 오리지널 작품이며, 시리즈 20주년 기념 작품이다.
- 제목과는 다르게 티코는 돌고래가 아니라 범고래다.
- 등장인물 설정 중 주인공은 동양계(일본계 미국인)라는 설정과 일본계인이 주인공으로 해당작품에 일본이 등장했다는 점에서는 세계명작극장 시리즈 중에서 처음이자, 파격적인 시도였으며, 다른 시리즈와 다르게 당시 현대시대를 배경으로 한 유일한 작품이었다.
- 제10화에서는 하우스식품 이외의 프로그램 제공 스폰서가 더해져, 하우스식품의 단독 스폰서가 아니다. 그 때문에, 지금까지의 이 테두리의 명칭 〈하우스식품 세계 명작 극장〉이 〈세계 명작 극장〉으로 변경되었다.〈하우스식품의 제공으로 보낸다〉라고 하는 취지의 주인공 나나미의 애니메이션과 대사도 제10화로부터 없어졌다.
- 하야시바라 메구미, 미즈타니 유코, 이케다 슈이치 등 인기 성우진 출연으로 애니메이션 팬들에게는 높이 평가 받기도 했지만 명작 극장의 주된 시청자인 어린이와 부모님들의 악평으로, 전작 왈가닥 작은 아씨(원제:작은 아씨들 난과 죠 선생님)보다 시청률이 낮게 나왔다. 이 작품부터 주된 시청자인 어린이들이 이탈되면서 명작극장범위 종료의 계기를 만들게 된다.

## 줄거리
어머니를 어렸을 때 잃은 주인공 소녀 나나미는 해양생물학자의 아버지 스콧과 파트너 알(아르폰조)과 함께 티코라고 하는 범고래를 동반해 해양 조사선 페페론치노호에 살면서 온 세상을 여행하고있었다. 전설의 생물 <빛나는 고래>를 찾는 것이 목적이지만, 좀처럼 실마리조차 발견되지 않았다. 모험을 좋아하는 영국의 귀족아가씨이자 여대생은 시릴과 스콧의 대학시절 선배의 아들인 토마스가 추가로 동료가 되면서 <빛나는 고래>를 찾아달라 요구해 온 세상의 바다에 모험의 여행이 시작된다.
그러나, 트론치움을 찾아 요구하고 있는 조직 〈GMC〉가 <빛나는 고래>로부터 트론치움 반응이 나오는 것을 밝혀내면, GMC는 <빛나는 고래>를 포획 해, 생태 조사를 시작한다.인간의 기술 진보가 다른 생물의 희생 위에 성립되는 것이 있어서는 안된다고 생각하는 스콧은, GMC로 탄다.

## 등장인물
나나미 심슨
본 애니메이션의 주인공으로 11세 소녀. 그녀는 바다에서 모든것을 자신의 친구라고 주장한다.
티코
나나미의 평생 친구인 범고래.
주니어
티코의 송아지로 나중에 범고래류에 합류하게 된다.
스콧 심슨
나나미의 아버지이자 해양생물학자로 페페론치노의 주장이다.
스즈키 나기사
나나미의 이모.

### 목소리 출연
- 하야시바라 메구미 나나미 심슨 役
- 이케다 슈우이치 스콧 심슨 役

### 대원
- 무정 - 티코 役 1~23화

- 무정 - 주니어 役 16~39화

- 정미숙 - 마리나 役

- 박만영 - 알 役

- 김보나 - 셰릴 役

- 최현수 - 스콧 役

- 박준원 - 제임스 役

- 임혁 - 르콩트 박사 役

- 김종엽 - 고르와 役

- 이주은 - 리포터, 요코 심슨의 여동생 마리나의 이모 役

- 원종준 - 무정

- 박준형 - 무정

- 김채린 - 베넥스  役

- 신나리 - 토마스 役

- 무정 - 소피아 役

- 이세레나 - 마리나 어머니 役

### KBS
- 무정 - 티코 役 1~23화

- 무정 - 주니어 役 16~39화

- 정미숙 - 마리나 役

- 김세한 - 아빠 (선장)

- 조동희 - 무정

- 최문자 - 무정

- 임성표 - 무정

- 유동현 - 무정

- 이재용 - 무정

- 문관일 - 무정

- 김은아 - 무정

## OST
- 오프닝 엔딩: 돌고래 요정 티코 주제가
- 작사·작곡: 이정선
- 노래: 김민정

- 오프닝: See loves yon
- 엔딩: Twinkle talk
- 삽입곡: 그네의 노래
- 노래: 이세레나 대원 11기 성우

## 제작진
- 녹음: 신범선
- 그래픽: 임창욱, 박소영
- 편집: 박강열, 심영보, 이윤주
- 번역: 윤경아
- 연출: 허이선
- 기획: KBS
- 우리말 제작: KBS 미디어
- 저작권: 닛폰 애니메이션 All rights reserved.

### 대원
- 기획: 심상백
- 수입/배급: 송경아, 손승희, 허조영, 김한솔, 장아름, 김아리, 채나현
- 편성: 김솔샘, 김은정, 김한솔, 정헌식, 황서연
- 운행: 김인경, 백지연, 이동영
- OAP: 배정민, 김효정, 박찬경, 윤혜림
- 번역: 서명주
- CG: 김연수
- 녹음/믹싱: 이성수
- 종합편집: 조혜민
- 연출: 정영진
- 기획: 대원방송

## 방영 목록
| 화수       | 주제                                      |
| ---------- | ----------------------------------------- |
| 1          | 어린 모험가 나나미 (어린 모험가 마리나)   |
| 2          | 토마스와 보물지도                         |
| 3          | 대서양에서의 문제 (대서양의 문제)         |
| 4          | 바다 위에서의 비행 (바다비행)             |
| 5          | 물개 구조                                 |
| 6          | 푸른 고래                                 |
| 7          | 바다 아래에서 위기! (바다의 위기)         |
| 8          | 알의 보물찾기                             |
| 9          | 동굴의 비밀                               |
| 10         | 나일강을 향한 오버랜드 (나일강을 향하여)  |
| 11         | 바다의 공주 나나미 (바다의 공주 마리나)   |
| 12         | 가족의 친구 (탈출)                        |
| 13         | 거대 장난감 주의보 (조지와 메그)          |
| 14         | 알이 집에 오다 (새로운 경험)              |
| 15         | 나나미가 섬을 구하다 (아름다움 섬)        |
| 16         | 티코의 아기 (새로운 친구)                 |
| 17         | 주니어의 첫번째 숨 (특별한 고래)          |
| 18         | 처릴이 약혼하다 (셰릴의 악혼자)           |
| 19         | 유전에서의 공황                           |
| 20         | 성장통 (티코 주니어)                      |
| 21         | 오로라의 전설                             |
| 22         | 빙산의 신비 (얼음의 비밀)                 |
| 23         | 얼음산의 심장 (안녕 티코)                 |
| 24         | 일본 여행 (상심한 마리나)                 |
| 25         | 나나미가 기억하다 (엄마의 고향)           |
| 26         | 할머니에게 보내는 편지 (엄마에 대한 추억) |
| 27         | 유령선                                    |
| 28         | 잠수함 스쿼드볼 2호                       |
| 29         | 나비의 섬 (나비소동)                      |
| 30         | 기억의 알 (바다괴물)                      |
| 31         | 처릴과 스콧이 좌초하다 (돛을 올려라)      |
| 32         | 빛나는 고래 (마지막 기회)                 |
| 33         | 또다른 발광 생물 (위험에 빠진 고래)       |
| 34         | 가까운 만남                               |
| 35         | 발견!                                     |
| 36         | 동작: 캡처!                               |
| 37         | 남극 재단                                 |
| 38         | 자연 구출                                 |
| 최종화(39) | 빛나는 원                                 |